# Ichneumon annulatorius
Ichneumon annulatorius es una especie de insecto del género Ichneumon de la familia Ichneumonidae del orden Hymenoptera.

Se encuentra en Norteamérica.

## Historia
Fue descrita científicamente por primera vez en el año 1775 por Fabricius.